# Tomáš Jirman
Tomáš Jirman (* 17. ledna 1956 Trutnov) je český divadelní a filmový herec a režisér.

## Životopis
Po absolvování gymnázia se přestěhoval do Prahy, kde studoval na DAMU činoherní herectví. Po dokončení studia účinkoval v divadlech v Olomouci a v Šumperku, a roku 1983 se stal členem činoherního souboru NDM v Ostravě.

## Filmografie (výběr)
- 1986 Velké sedlo (TV seriál)
- 1990 Dobrodružství kriminalistiky (TV seriál)
- 2005 Strážce duší (TV seriál), epizody Pozdní návrat a Madonin dar (role: farář)
- 2007 Četnické humoresky (TV seriál)

## Rozhlas a audio
- 2011 Rainer Maria Rilke: Zápisky Malta Lauridse Brigga – překlad: Jan Zahradníček, 8 dílnou četbu pro Český rozhlas připravila: Eva Lenartová, četl Jan Hájek, režie: Tomáš Jirman.
- 2017 Gard Sveen: Poslední poutník, překlad: Daniela Mrázová, načetl a režíroval Tomáš Jirman. Vydala Audiotéka.
- 2017 Miloslav Stingl:Sex v pěti dílech světa načetl a režíroval Tomáš Jirman. Vydala Audiotéka.